# Vättle, Ale och Kullings tingslag
Vättle, Ale och Kullings tingslag var mellan 1934 och 1970 ett tingslag i Älvsborgs län som omfattade Ale, Kullings och Vättle härader och var den enda domsagan i Ale, Kullings och Vättle domsaga.
Tingslaget bildades 1 januari 1934 av Ale tingslag och Vättle och Kullings tingslag. Tingsplatser var Alingsås och till 1948 Älvängen.
31 december 1970 upplöstes tingslaget och verksamheten övergick till Alingsås tingsrätt.